# 이즈하코네 철도 슨즈선
이즈하코네 철도 슨즈 선(일본어: 伊豆箱根鉄道 駿豆線)은 이즈하코네 철도의 철도 노선이다. 일본 시즈오카현 미시마시에 위치한 미시마역과 이즈시에 위치한 슈젠지 역을 잇는다.

## 운행 형태
각역정차 열차인 보통 열차는 슨즈 선을 왕복 운행된다. 특급 오도리코 호(슨즈 선에서는 쾌속 열차)가 도카이도 본선 도쿄역까지 직결 운행된다.

## 차량

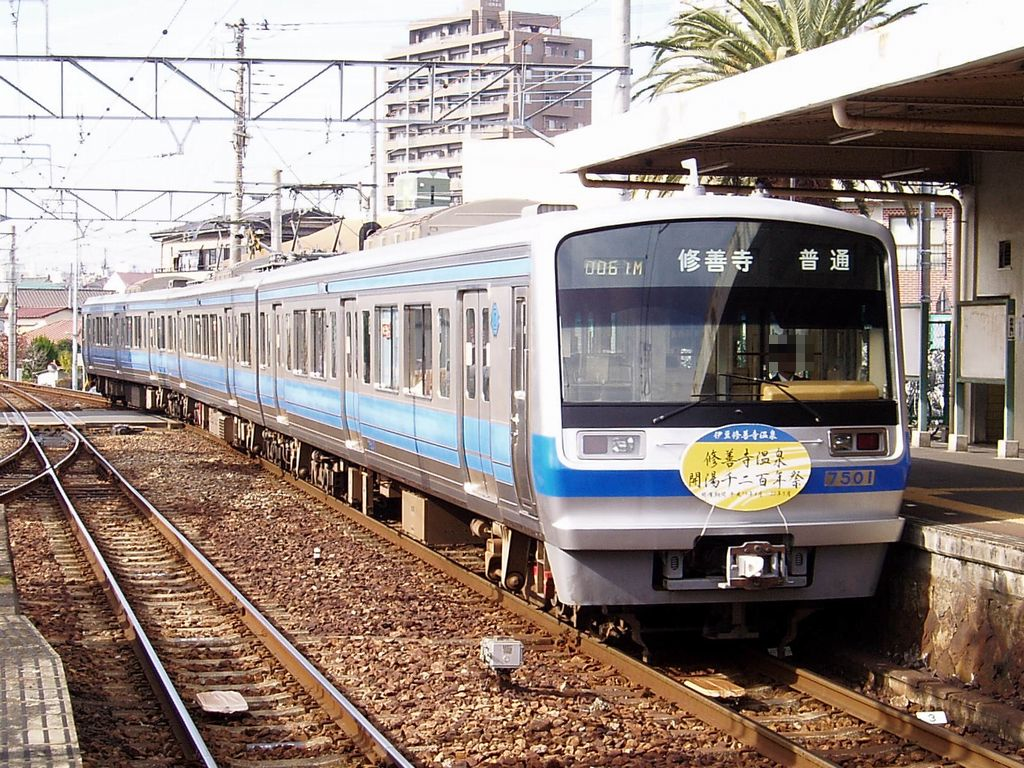
7000계
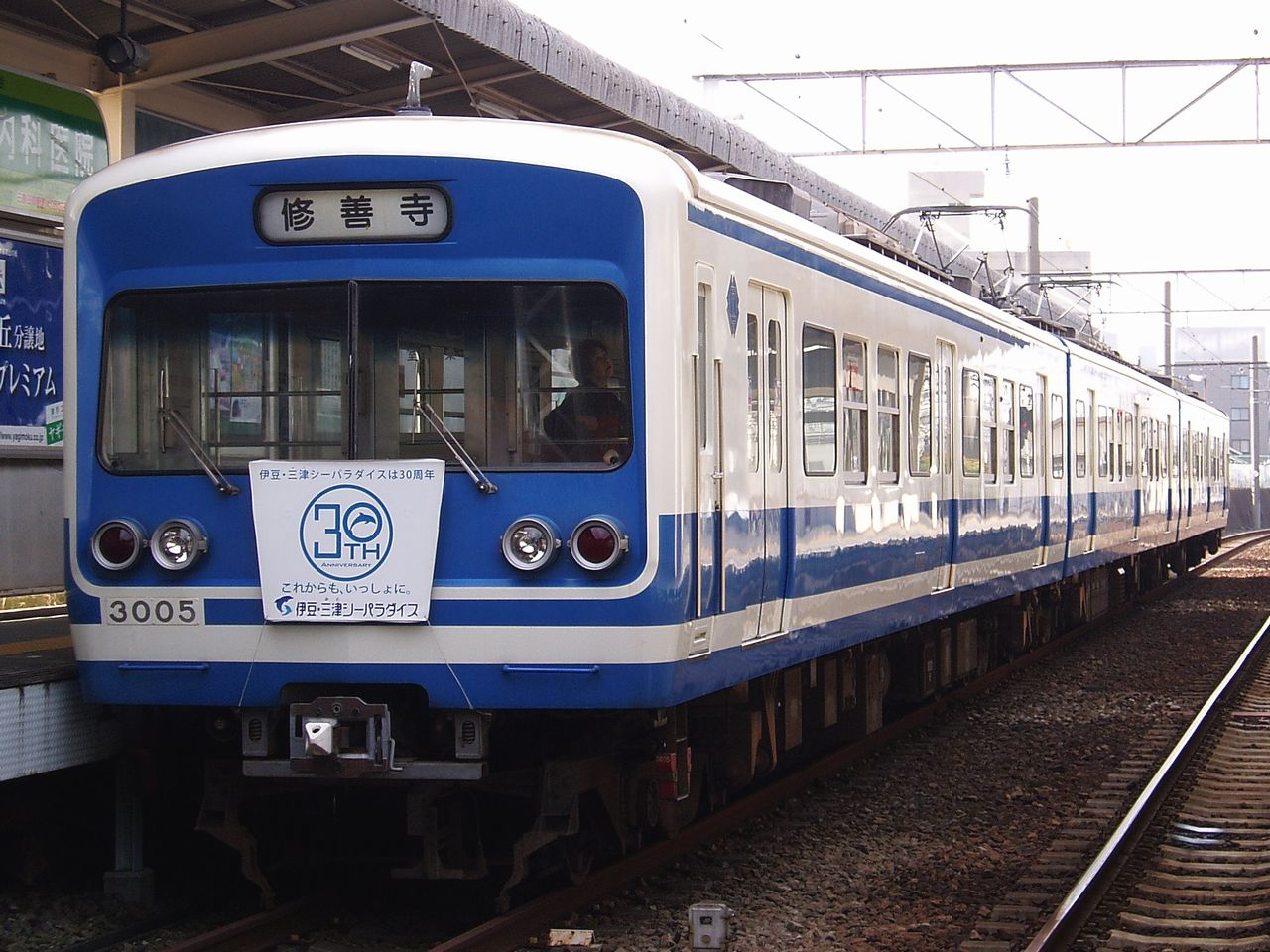
3000계
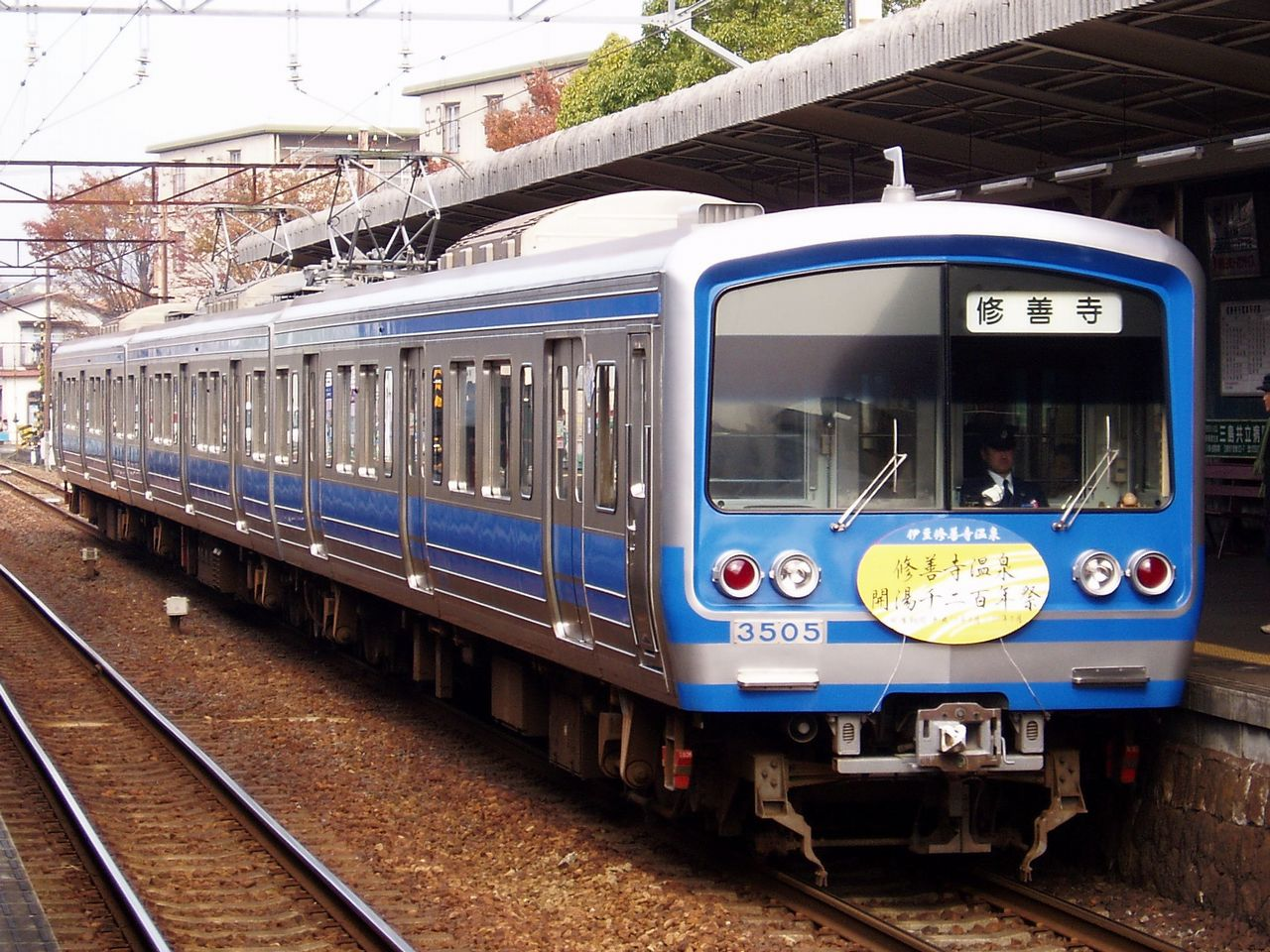
1100계
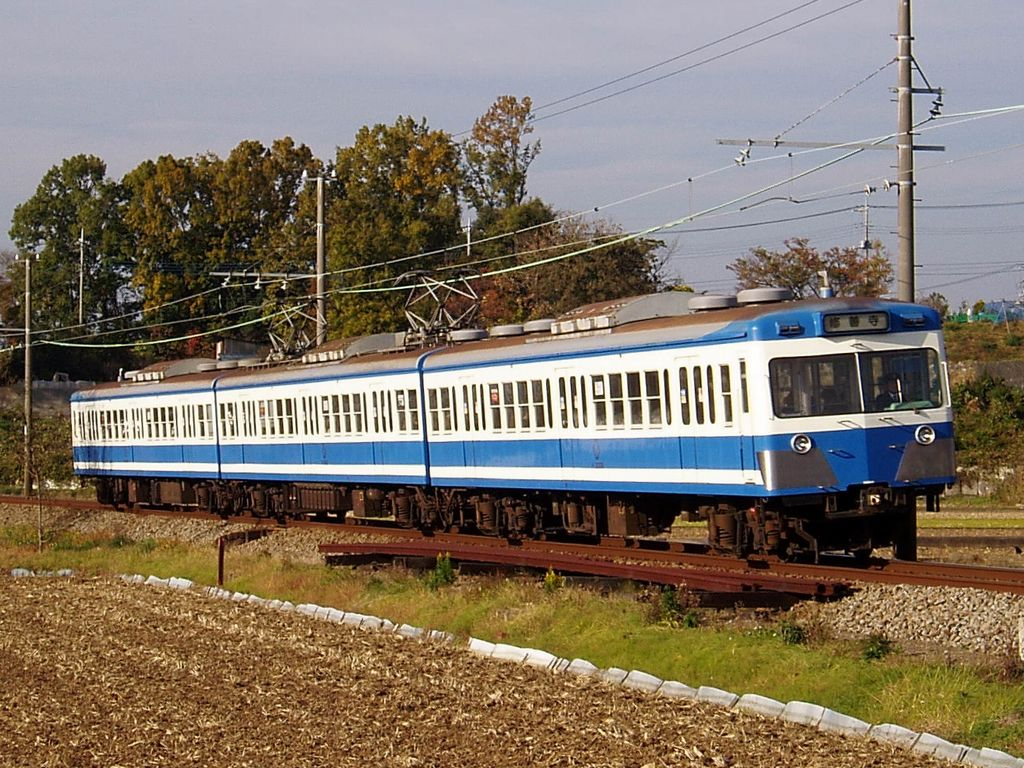
1300계
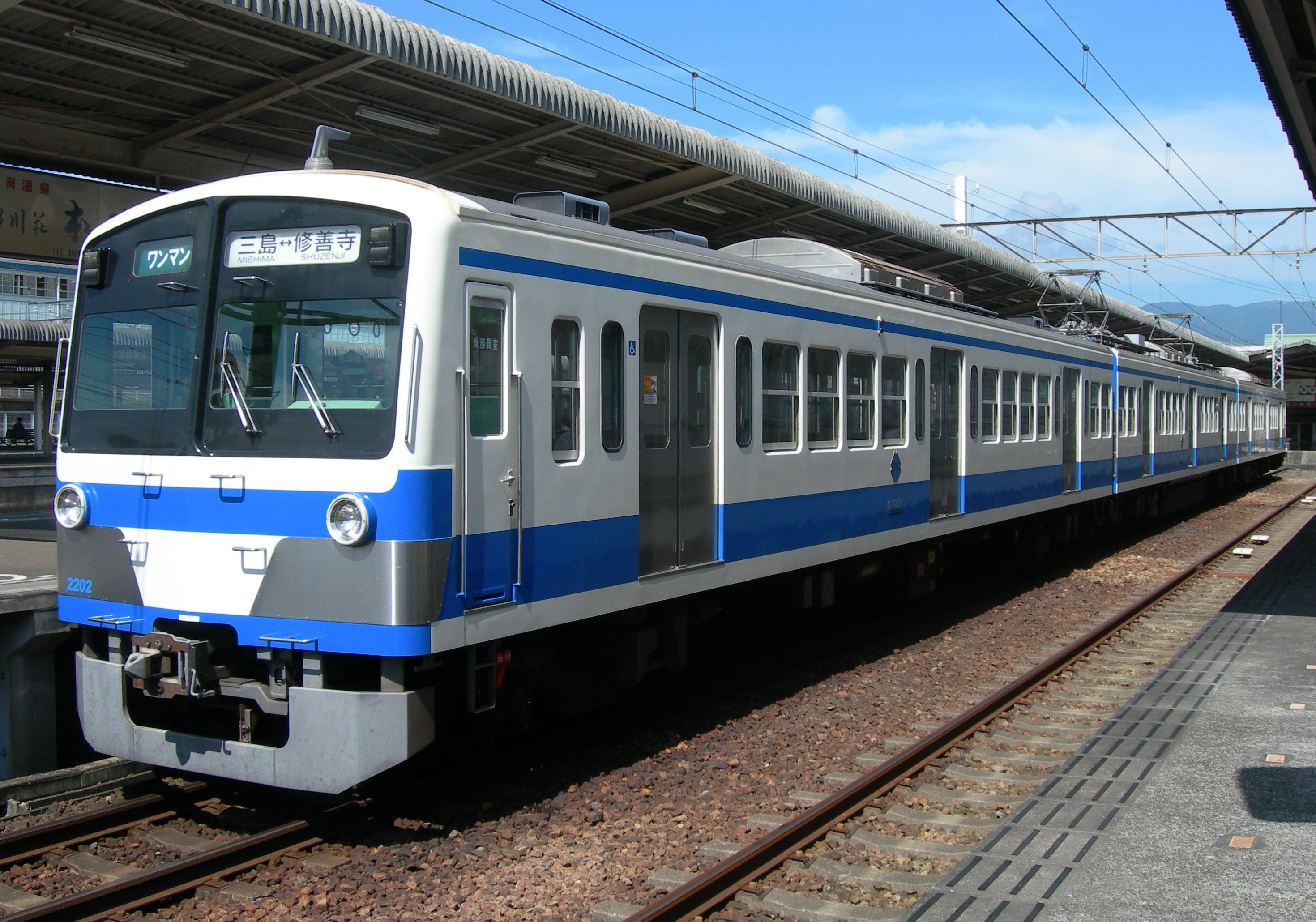
1300계
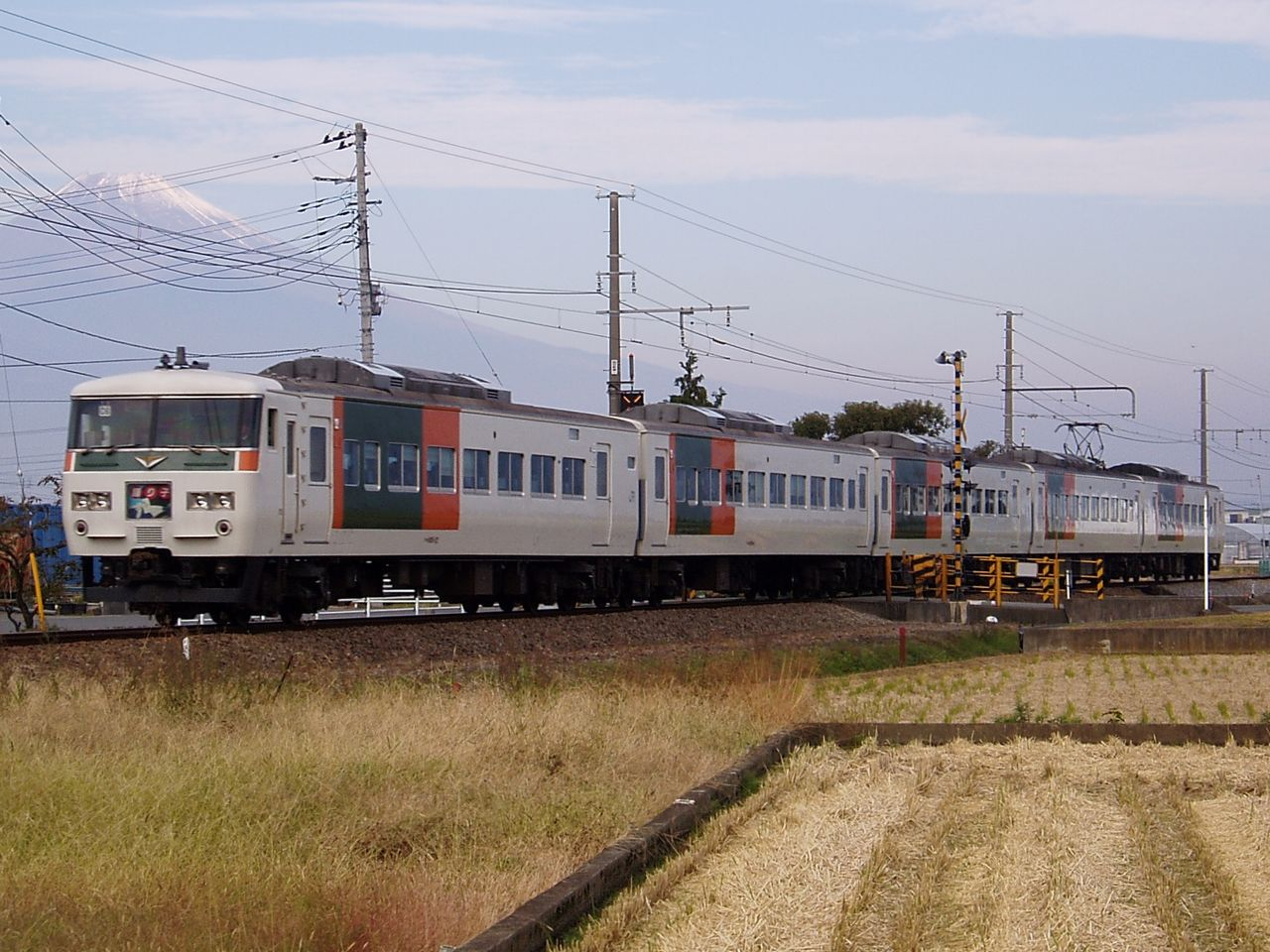
JR 동일본 185계(오도리코 호)

- 7000계
- 3000계
- 3000계
- 1100계
- 1300계
- JR 동일본 185계

## 역 목록
| 역 이름          | 일본어 이름 | 영업 거리 (km) | 오 | 접속 노선                     | 소재지     | 소재지   |
| ---------------- | ----------- | -------------- | -- | ----------------------------- | ---------- | -------- |
| 미시마           | 三島        | 0.0            | ●  | 도카이도 신칸센 도카이도 본선 | 시즈오카현 | 미시마시 |
| 미시마히로코지   | 三島広小路  | 1.3            | ｜ |                               | 시즈오카현 | 미시마시 |
| 미시마타마치     | 三島田町    | 2.0            | ●  |                               | 시즈오카현 | 미시마시 |
| 미시마후쓰카마치 | 三島二日町  | 2.9            | ｜ |                               | 시즈오카현 | 미시마시 |
| 다이바           | 大場        | 5.5            | ●  |                               | 시즈오카현 | 미시마시 |
| 이즈닛타         | 伊豆仁田    | 7.0            | ｜ | 다가타군 간나미정             | 시즈오카현 |          |
| 바라키           | 原木        | 8.5            | ｜ | 이즈노쿠니시                  | 시즈오카현 |          |
| 니라야마         | 韮山        | 9.8            | ｜ | 이즈노쿠니시                  | 시즈오카현 |          |
| 이즈나가오카     | 伊豆長岡    | 11.4           | ●  | 이즈노쿠니시                  | 시즈오카현 |          |
| 다쿄             | 田京        | 14.2           | ｜ | 이즈노쿠니시                  | 시즈오카현 |          |
| 오히토           | 大仁        | 16.6           | ｜ | 이즈노쿠니시                  | 시즈오카현 |          |
| 마키노코         | 牧之郷      | 18.6           | ｜ | 이즈시                        | 시즈오카현 |          |
| 슈젠지           | 修善寺      | 19.8           | ●  | 이즈시                        | 시즈오카현 |          |